# Chevalet
Der Chevalet ist ein kleiner Fluss im Zentralmassiv von Frankreich, der im Département Puy-de-Dôme der Region Auvergne-Rhône-Alpes nordwestlich der Stadt Clermont-Ferrand verläuft.

## Geografie

### Verlauf
Der Chevalet entspringt unter dem Namen Ruisseau de la Raterie im östlichen Gemeindegebiet von Charensat, verläuft generell Richtung Südsüdost und mündet nach rund 15 Kilometern im Gemeindegebiet von Miremont im Rückstau des Stausees Fades-Besserves als linker Nebenfluss in den Sioulet.

### Orte am Fluss
(Reihenfolge in Fließrichtung)
- Les Échaliers, Gemeinde Charensat
- La Raterie, Gemeinde Charensat
- Le Venteuil, Gemeinde Biollet
- La Faye, Gemeinde Charensat
- Moulin Bel, Gemeinde Charensat
- Villecleix, Gemeinde Villossanges
- Tingaud, Gemeinde Miremont
- Grégottier, Gemeinde Miremont
- Miremont